# Cornutrypeta triceratops
Cornutrypeta triceratops är en tvåvingeart som först beskrevs av Mario Bezzi 1913.  Cornutrypeta triceratops ingår i släktet Cornutrypeta och familjen borrflugor. Inga underarter finns listade i Catalogue of Life.